# Bishops Cannings
Pour les articles homonymes, voir Cannings.
Bishops Cannings est une paroisse civile et un village du Wiltshire, en Angleterre.